# 岩脚寨站
岩脚寨站是位于贵州省六盘水市六枝特区岩脚镇的一个铁路车站，邮政编码553408。车站建于1964年，有沪昆铁路经过该站，现不办理客货运业务，车站及其上下行区间均已电气化。车站距离贵阳站136公里，隶属成都铁路局，是五等站。